# Mateusz Morawiecki
Mateusz Jakub Morawiecki (poloneză: [maˈtɛ.uʂ mɔraˈvjɛt͡skʲi] ⓘ; n. 20 iunie 1968, Wrocław, Republica Populară Polonă) este un economist, istoric și politician polonez, prim-ministru al Poloniei din 2017 până în 2023. Morawiecki este membru al Partidului Lege și Justiției (PiS). În guvernul condus de Beata Szydło a fost vicepremier din 2015 până în 2017, ministru al Dezvoltării din 2015 până în 2018 și ministru al Finanțelor din 2016 până în 2018. Înainte de numirea sa politică, Morawiecki a avut o carieră îndelungată în afaceri.
Născut la Wrocław, Morawiecki s-a implicat puternic în mișcările anticomuniste în tinerețe. A urmat cursurile Universității din Wrocław și și-a aprofundat studiile la Universitatea din Hamburg și Universitatea din Basel. A obținut diplome în arte, administrarea afacerilor și studii avansate. Din 1996 până în 2004 Morawiecki a predat la Universitatea de Economie din Wrocław, precum și din 1996 până în 1998 la Universitatea de Tehnologie din Wrocław. Din 1998 a lucrat pentru Banca Zachodni WBK din Grupul Santander, unde a fost promovat în funcția de director general și în cele din urmă de președinte.
La 11 decembrie 2017, în urma demisiei premierului Szydło, Morawiecki a fost desemnat să o succeadă de către Biroul Executiv al partidului Lege și Justiție, la care s-a alăturat în 2016.